# Quantenobjekt
Quantenobjekt (oder Mikroobjekt) ist ein Begriff, der in der Quantentheorie verwendet wird, um die durch Observable beschriebenen experimentellen Ergebnisse auf ein Objekt im Sinne der klassischen Physik (wie „Teilchen“ und „Welle“) beziehen zu können. Dies betrifft insbesondere Elementarteilchen und andere Objekte vergleichbarer Masse, also Objekte in der Atom- und Kernphysik, aber auch größere Teilchen wie Moleküle, wenn diese niedrige kinetische Energie und damit eine große De-Broglie-Wellenlänge haben.

## Begriffsproblematik
Quantenobjekte zeigen im Experiment Ergebnisse, die nach den Vorstellungen der klassischen Physik darauf schließen lassen, dass es sich bei diesen Quantenobjekten zugleich um Teilchen und um Wellen handeln muss.
Bei Quantenobjekten treten Phänomene auf, die in Widerspruch zu unserer Erfahrung stehen, die durch makroskopische Objekte geprägt wurde. Solche Phänomene sind beispielsweise, dass ein Objekt im Doppelspaltexperiment zugleich durch zwei Spalte zu gehen scheint und dabei „mit sich selbst interferiert“ (Dirac), der Kollaps der Wellenfunktion bei Beobachtung, Quantenverschränkung und damit zusammenhängend die Quantenteleportation, der Quantenradierer oder die Bose-Einstein-Kondensation.
Dieses erkenntnistheoretische Problem beruht innerhalb des quantentheoretischen Formalismus darauf, dass dem Quantenobjekt nicht alle möglichen Messwerte, z. B. Ort und Impuls, gleichzeitig zugeschrieben werden können, was für ein Objekt der klassischen Physik, also der Alltagserfahrung, selbstverständlich war. Man sagt, gewisse Observable sind in der Quantenphysik nicht gleichzeitig objektivierbar.

## Interpretationen
Seit den 1920er Jahren war es üblich, dieses Problem im Sinne der Kopenhagener Interpretation zu umgehen, indem man in der Quantenphysik auf eine Objektivierung, also auf die Vorstellung von Objekten in der „mikroskopischen Quantenwelt“, verzichtet und diese mit einer instrumentalistischen Sprache so beschreibt, wie sie uns bei der Untersuchung mit klassischen Messinstrumenten erscheint.
Die kommunistische Ideologie, die auf eine Objektivierbarkeit von Messergebnissen nicht verzichten konnte, lehnte die Kopenhagener Deutung als agnostizistisch ab und verstand die sich im Experiment zeigenden unterschiedlichen Erscheinungsformen der Quantenobjekte als physikalische Bestätigung des dialektischen Materialismus. Demnach enthält die real existierende Materie einen widersprüchlichen Charakter, der im Fall der Quantenobjekte als „Welle-Teilchen-Dualismus“ bezeichnet wurde.
Nicht zuletzt das Verständnis der Supraleitfähigkeit und der Suprafluidität mit Hilfe der Quantentheorie führte dazu, dass – abweichend von der Kopenhagener Deutung – nun auch die für quantenmechanische Messungen benötigten Geräte mit Hilfe der Quantentheorie beschrieben wurden. Es wurde eine Theorie des quantenmechanischen Messprozesses entwickelt, die aber weiterhin nur das Verhalten der Observablen beschrieb.
In der zweiten Hälfte des 20. Jahrhunderts wurde eine rationale Interpretation der Quantenmechanik entwickelt, wobei der von Immanuel Kant entwickelte klassische Objektbegriff so modifiziert wurde, dass unter Verwendung der Quantenlogik im Rahmen einer eigens dazu entwickelten formalen Sprache die Quantenobjekte widerspruchsfrei als Bestandteile einer realen Außenwelt verstanden werden können. Im Rahmen dieser Methodik werden Quantenobjekte auf der Grundlage einer „Quantenontologie“ derart konstituiert, dass die scheinbar widersprüchlichen experimentellen Ergebnisse keiner „Interpretation“ mehr bedürfen, sondern unmittelbar verständliche Folgen dieser Ontologie sind.

## Weblink
- Jörg Rudolf: Elektron als Quantenobjekt. (Memento vom 10. Januar 2010 im Internet Archive).